# Лидберг, Тимофей Васильевич
Тимофей Васильевич Лидберг (21 февраля [5 марта] 1881, Лысая Гора, Лысогорская волость, Елисаветградский уезд, Херсонская губерния, Российская империя — неизвестно, Троицкое, Пресновский район, Северо-Казахстанская область, Казахская ССР, СССР) — советский политический и партийный деятель, коммунист, председатель ячейки РКП(б) и военный комиссар Троицкой волости Петропавловского уезда, руководитель отряда партизан из Пресновского района, боровшихся с колчаковщиной.

## Биография

### Рождение, ранние годы
Родился в местечке Лысая Гора Елисаветградского уезда Херсонской губернии. Был 3-м ребёнком в семье отставного рядового Лидберга Василия Феодоровича и его жены Акилины Филипповны.
С семьёй часто переселялись. Сначала в село Тарасовка той же Лысогорской волости, где в 1889 году родился младший брат Тимофея Васильевича. Позже перебрались в родную деревню отца Тимофея — в Ольшанку Ольшанской волости Елисаветградского уезда. В деревне в 1892 году родился последний ребёнок в семье Лидберг. В 1895 году из Херсонской губернии вся семья Лидберг переселилась в село Троицкое, Акмолинской области. Здесь и родились все дети Тимофея Васильевича.
Проживая в волостном центре, в селе Троицкое, был председателем ячейки РКП(б), а также и военным комиссаром Троицкой волости.

### Руководство партизанским отрядом
В ноябре 1918 года в результате государственного переворота к российской власти пришёл А. В. Колчак. Жёсткий колчаковский режим на Севере Казахстана привёл к партизанской борьбе против колчаковщины. Причиной того стали мобилизация крестьянской молодёжи, переполненные политическими заключёнными тюрьмы, в которых были введены дисциплинарные взыскания и суровые меры истязания, ликвидация профсоюзного движения, введение налоговых податей, а также карательных отрядов и прилюдных порок для дезертиров и принудительного взимания налогов. На неудачные действия правительства североказахстанские жители отреагировали стихийным антиправительственным движением. Весной 1919 года крестьяне начали объединяться в отряды и нападать на колчаковцев. Такой отряд в Пресновском районе организовал Лидберг Тимофей Васильевич. Он состоял из крестьян села Троицкого. После ухода отряда в леса между сёлами Архангелка и Семиполка к его отряду присоединились другие партизанские формирования сёл Архангелка, Рождественка, Спасовка. Партизаны под руководством Тимофея Васильевича действовали активно: захватили контроль над дорогой между Пресновкой и Кокчетавом, устраивали засады, нападали и обезоруживали небольшие группы казаков. В конце июля 1919 года отряд атаковал белую милицию.
28 августа 1919 года отряд Тимофея Лидберга подошёл к селу Новотроицкое, где красноармейская рота вступила в бой с казачьей сотней. Подойдя с тыла, слабовооружённые партизаны не рискнули сразу вступать в сражение, но, выждав момент спрятавшись, вышли навстречу красноармейцам и совместно цепью начали наступление. И в этот же день село Новотроицкое было занято красноармейцами. 30 августа отряд с юга прибыл в Пресновку. Их было до 500 человек. Отряд остался в Пресновке на ночлег. Переночевав, партизаны Лидберга двинулись на восток вдогонку красным полкам. Добравшись до Новорыбинки, от двух прискакавших односельчан Тимофея Васильевича поступили плохие вести: колчаковцы начали стремительное наступление. Ко 2-му сентября колонна партизан Лидберга, состоявшая из 120 конных и около 200 пеших партизан, прибыла в Кладбинку. В посёлке располагался штаб 2-й бригады. Из имевшихся запасов вооружения штаба винтовок хватило лишь на 70 партизан, из которых была сформирована отдельная рота. Однако вскоре с юга и юго-востока к Кладбинке начал подходить противник, а после начал обстрел посёлка. В посёлке началась эвакуация. И, опасаясь окружения, красноармейцы и партизаны отступили в сторону посёлка Богатое. Отряд Тимофея Лидберга вместе с обозом красноармейцев и 7-й Ленинской батареей, подходя к посёлку, услышали звуки внезапной стрельбы и крики, свидетельствующие об атаке белогвардейских частей на расположенные там подразделения Красной армии. Началась сильная давка, из которой лишь с большим трудом разрозненные партизаны смогли выбраться. Группы партизан стали собираться недалеко от Богатого, а после двинулись в Малоприютное.
Пока 2-й Ижевский полк разворачивался для атаки вдоль дороги из деревни Большеприютное, другая часть Ижевской дивизии пошла южнее озера и атаковала Малоприютное с трёх сторон. Красный 2-й отряд особого назначения, стоявший в деревне, боя не принял и, пользуясь темнотой, без потерь отступил, оставив обозы. Наибольший урон понесли пресновские беженцы-партизаны Лидберга, остановившиеся на ночлег на окраине. Перед рассветом, когда по селу внезапно ударили пулемётные очереди, началась паника. Часть партизан двинулась в обход озера, другие — вдоль огородов к переулку, выходившему на главную улицу, где пулемёт ижевцев перекрыл выезд. Попав под его обстрел, погиб партизан Иван Бондарь из села Троицкое. Угроза гибели нависла над всем отрядом. Но внезапно стрельба пулемёта прекратилась. Чтобы устранить пулемётчиков, партизанам нужно было действовать быстро. Вперёд бросились троицкие партизаны Никифор Ямщиков, Иван Литвин, Григорий Попов, Арсений Слепнев и другие. Скакнув по улице, они заставили пулемётчиков бежать, захватив пулемёт «Максим», который тут же погрузили на телегу к Христану Евсельеву. Но вскоре из домов по краям улицы открыли огонь, что ясно дало понять — окраина уже под контролем противника, и нужно срочно отступать. Уцелевшая часть отряда, составлявшая лишь треть, устремилась к деревне Серебряное. Шли всю ночь и лишь на следующий день встретились с остальной частью отряда. Тех, кто выбрал обход озера, обстреляли в деревне Подувальная, и они ушли в степь, где двигались далее. К вечеру все уцелевшие партизаны собрались в деревне Серебряное и передали захваченный пулемёт красной части. В сражении у деревни Малоприютное Лидберг потерял более 150 человек, что сорвало попытку контрудара по белым.
К 4-му сентября белые войска достигли успехов, захватив инициативу и прорвав фронт красных. Однако ключевой момент для разгрома 5-й армии был упущен из-за несвоевременного прибытия Сибирского казачьего корпуса. Ошибки в планировании и несогласованность командования лишили белых шанса на окружение красных. В результате, Красная армия сумела восстановить фронт и избежать разгрома, а наступление белых утратило свою силу.

### Смерть
Скончался Тимофей Васильевич в селе Троицкое, там и похоронен.

## Семья
Дети:

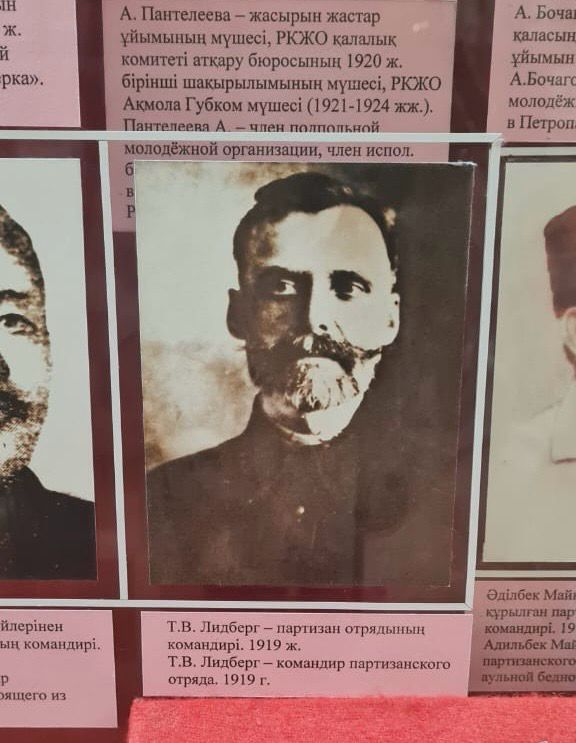

- Дмитрий (1902—1944), участник Великой Отечественной войны, красноармеец, стрелок[10]
- Михаил (1911—?), участник Великой Отечественной войны, младший лейтенант[11]
- Семён (1916—?), участник Великой Отечественной войны, майор[12]
- Виктор (1917—?)[13]

## Память о Лидберге
В Северо-Казахстанском областном историко-краеведческом музее находится фотография Тимофея Лидберга с надписью: «Т. В. Лидберг — партизан отрядының командирі. 1919 ж. Т. В. Лидберг — командир партизанского отряда. 1919 г.».